# شهرستان بوگن‌ویل جنوبی
منطقه بوگاینویل جنوبی یکی از منطقه‌های استان خودمختار بوگاینویل (استان سلیمان شمالی) واقع در کشور پاپوآ گینه نو می‌باشد. مرکز این منطقه بوئین است. این منطقه خود از ۴ فرمانداری محلی تشکیل می‌گردد که هر فرمانداری به منظور سهولت در امر آمارگیری خود به چند بخش تقسیم می‌شود.

## تقسیمات
این منطقه دارای ۴ فرمانداری محلی است که اسامی آن‌ها به شرح زیر است:
- فرمانداری محلی روستایی بانا
- فرمانداری محلی روستایی بوئین
- فرمانداری محلی روستایی سیوال
- فرمانداری محلی روستایی توروکینا